# Agafamosquits emmascarat
L'agafamosquits emmascarat (Polioptila dumicola) és un ocell de la família dels polioptílids (Polioptilidae).

## Hàbitat i distribució
Viu al bosc decidu i el cerrado de Bolívia, centre i sud-est del Brasil, Uruguai i nord de l'Argentina.